# قره‌تپه (استان قزاقستان غربی)
قره‌تپه و یا قره‌توبه (به قزاقی: Қаратөбе، قاراتوبە) یک منطقهٔ مسکونی در قزاقستان است که در استان قزاقستان غربی واقع شده‌است. قره‌توبه ۳۴۳۴ نفر جمعیت دارد.